# Resolució 653 del Consell de Seguretat de les Nacions Unides
La Resolució 653 del Consell de Seguretat de les Nacions Unides, fou adoptada per unanimitat el 20 d'abril de 1990, després de recordar les resolucions 644 (1989) i 650 (1990), el Consell va aprovar un informe del Secretari General i va autoritzar noves incorporacions al mandat del Grup d'Observadors de les Nacions Unides a Centreamèrica.
L'addició al mandat, després de les discussions entre el Govern de Nicaragua i la Contra, incloïa la proposta de crear cinc "zones de seguretat" dins de Nicaragua, dins del qual els contras es desmobilitzarien.
També va demanar al Secretari General que informés al Consell abans que finalitzi el mandat actual el 7 de maig de 1990.